# Saint-Clément-sur-Durance
Saint-Clément-sur-Durance is een gemeente in het Franse departement Hautes-Alpes (regio Provence-Alpes-Côte d'Azur) en telt 229 inwoners (1999). De plaats maakt deel uit van het arrondissement Briançon.

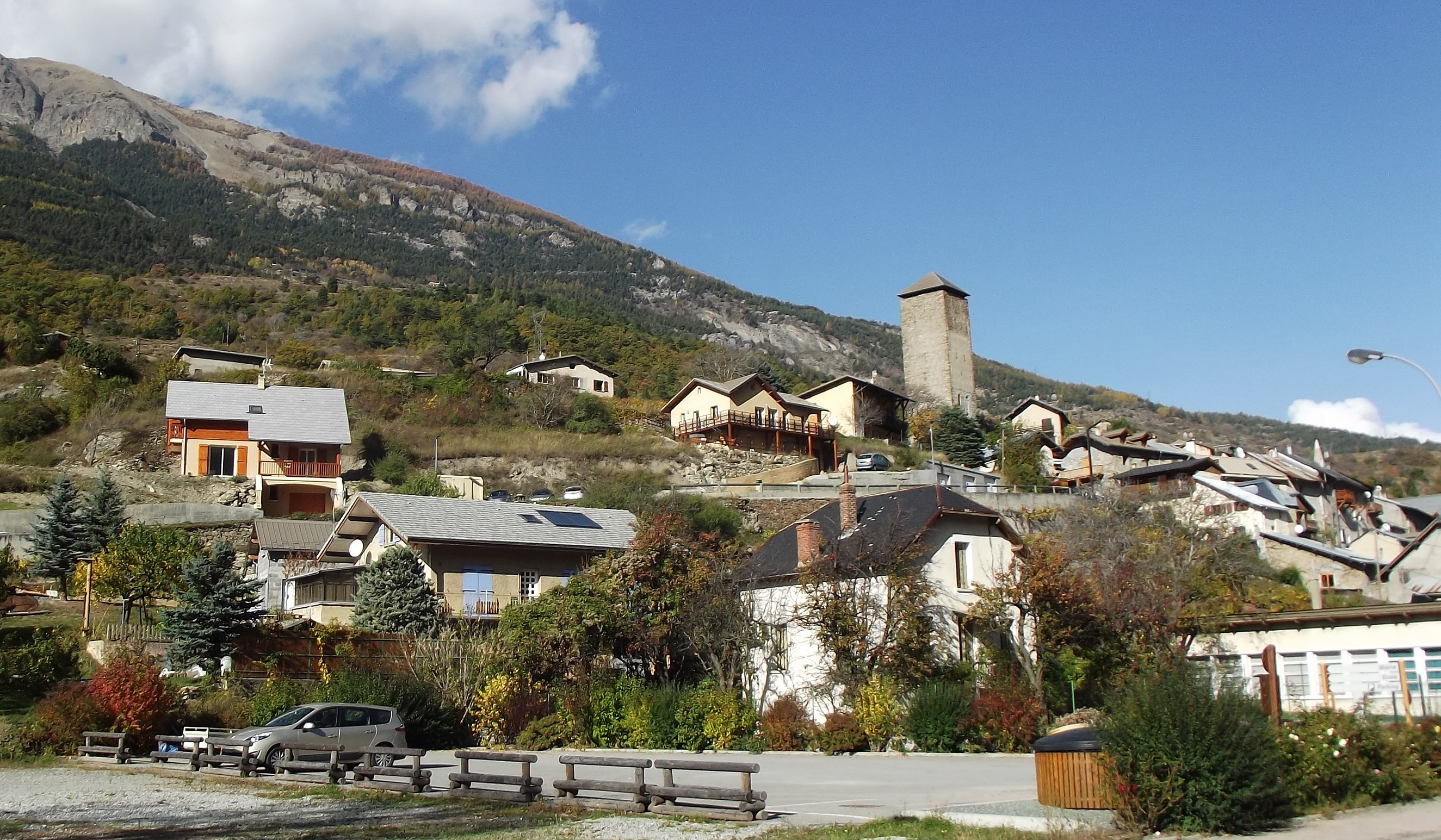
Saint-Clément-sur-Durance
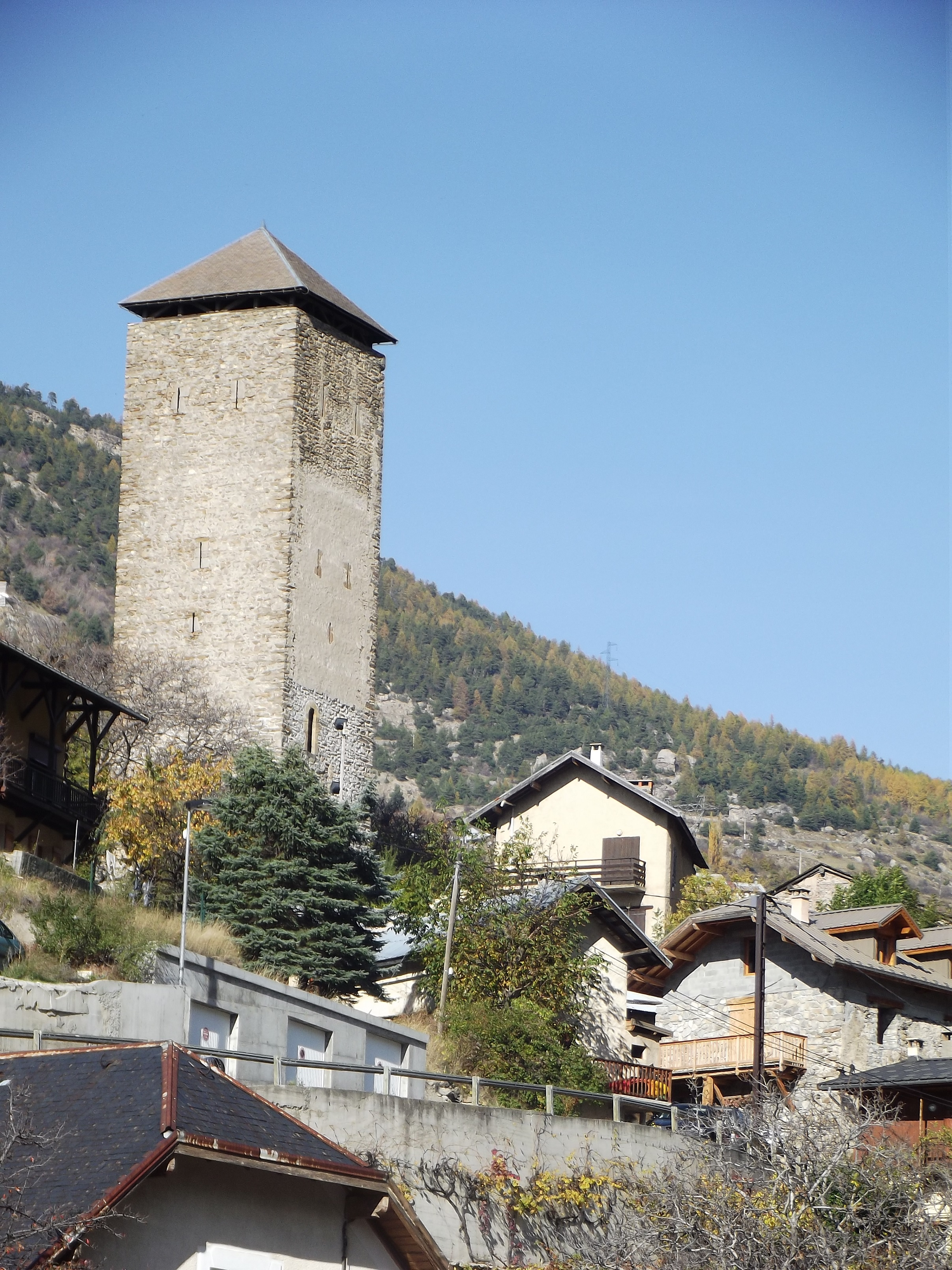

## Geografie
De oppervlakte van Saint-Clément-sur-Durance bedraagt 23,9 km², de bevolkingsdichtheid is 9,6 inwoners per km².
De onderstaande kaart toont de ligging van Saint-Clément-sur-Durance met de belangrijkste infrastructuur en aangrenzende gemeenten.

## Demografie
Onderstaande figuur toont het verloop van het inwonertal (bron: INSEE-tellingen).
Vanwege een beveiligingsprobleem met de MediaWiki Graph-software is het momenteel niet mogelijk deze grafiek weer te geven. Zodra de software is bijgewerkt zal de grafiek vanzelf weer zichtbaar worden.
1. ↑  Populations de référence 2022.